# Odontocera ornaticollis
Odontocera ornaticollis är en skalbaggsart som beskrevs av Bates 1870. Odontocera ornaticollis ingår i släktet Odontocera och familjen långhorningar. Inga underarter finns listade i Catalogue of Life.